# Ognisty pierścień (powieść)
Ognisty pierścień – pierwsza książka z cyklu czterech powieści z serii Century, napisanych przez włoskiego pisarza Pierdomenico Baccalario. Opowiada o czwórce przyjaciół, którzy spotkali się w Rzymie i muszą rozwiązać zagadkę Ognistego Pierścienia.

## Fabuła
Elektra mieszka z ojcem i dwiema ciotkami w ich hotelu. Pewnego razu jej ojciec przez pomyłkę wynajął jeden pokój trzem klientom. By naprawić ten błąd, musi udostępnić gościom – amerykańskiej rodzinie z synem Harveyem, Chińczykowi z synem Shengiem i Francuzce z córką Mistral – pokój swój i jednej z ciotek, a dzieci umieścił w pokoju córki. W nocy wyszło na jaw, że wszystkie one mają urodziny tego samego dnia – 29 lutego, a Elektrze przytrafiają się dziwne rzeczy, takie jak to, że gdy ta przychodzi obejrzeć telewizję, od razu pojawiają się zakłócenia. Tej samej nocy z powodu Elektry pół Rzymu staje w ciemnościach, więc przyjaciele wybierają się na przechadzkę, by obejrzeć miasto nocą. Wtedy właśnie spotykają człowieka, który wręcza im tajemniczą teczkę i ucieka. Nazajutrz okazuje się, że ów człowiek został zamordowany przez słynnego płatnego zabójcę Jacoba Mahlera, który potem porywa także Mistral. Czy przyjaciołom uda się ją uratować? Czy dowiedzą się do czego służy mapa? I w końcu – czy dowiedzą się czym jest Ognisty pierścień?